# Pumpspeicherkraftwerk Taum Sauk
| Daten                                 | Daten    |
| ------------------------------------- | -------- |
| Kraftwerksleistung (Turbinenbetrieb): | 408 MW   |
| Kraftwerksleistung (Pumpbetrieb):     | 406 MW   |
| Ausbauwassermenge:                    | 158 m³/s |
| Max. Fallhöhe:                        | 244 m    |

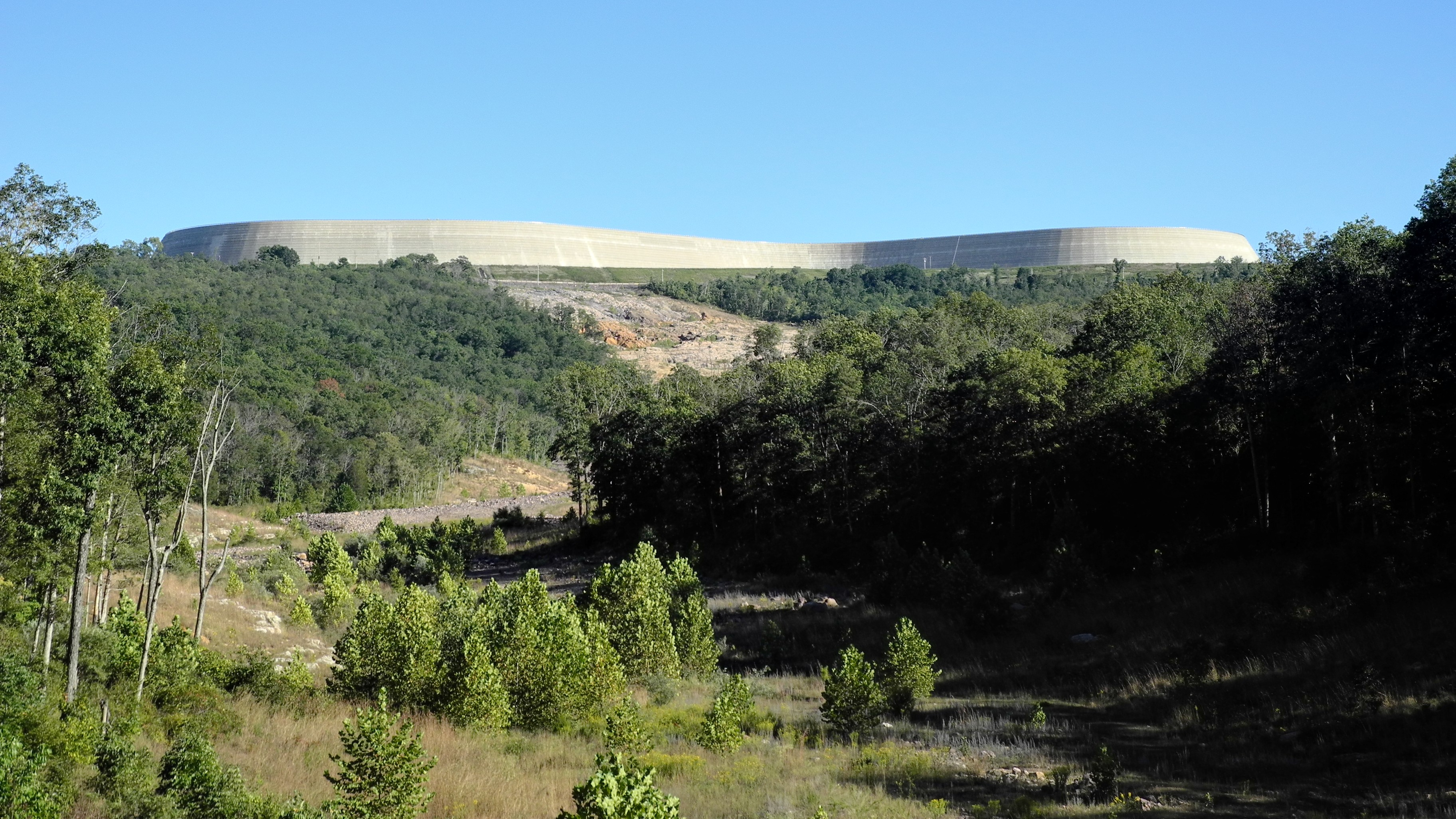
Das neue Reservoir

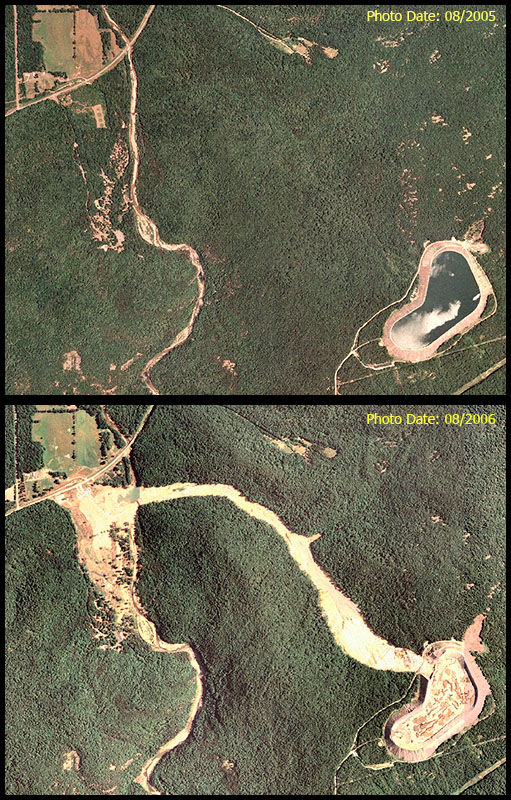
Luftaufnahme des Dammbruchs 2005

Das Pumpspeicherkraftwerk Taum Sauk liegt in den St. Francois Mountains, einem Teil der Ozarks im südöstlichen Missouri, ungefähr 145 km südlich von St. Louis, USA. Betreiber der Anlage ist Ameren mit Firmensitz in St. Louis.
2005 brach das Oberbecken und eine Flutwelle ergoss sich zu Tal. Seit 2010 ist das Pumpspeicherkraftwerk wieder in Betrieb.

## Kraftwerk
Die Planungen zum Kraftwerk begannen 1960. Ende 1963 erfolgte der erste Probebetrieb mit zwei Pumpturbinen und elektrischen Generatoren mit einer Leistung von je 175 MW. Im Jahr 1999 wurde die Anlage erneuert und unter anderem durch leistungsfähigere Generatoren mit je 220 MW ersetzt.
Taum Sauk ist ein reines Pumpspeicherkraftwerk ohne natürlichen Zufluss zum Oberbecken. Dieses kann nur durch den Pumpbetrieb mit Wasser aus dem Unterbecken, einem Teil des Black River, gefüllt werden. Typischerweise erfolgt der Pumpbetrieb während der Nachtstunden, während ein Überangebot an elektrischer Energie im Stromnetz herrscht. Tagsüber wird zu Spitzenlastzeiten Wasser aus dem Oberbecken abgelassen, um damit die elektrischen Generatoren anzutreiben.
Die ursprüngliche Konstruktion des Oberbeckens vor dem katastrophalen Zusammenbruch im Dezember 2005 war im Betrieb durch wiederholte Probleme und Lecks gekennzeichnet. So war das Pumpspeicherkraftwerk bereits im ersten Jahr nur 6 Monate in Betrieb, den Rest der Zeit war es wegen nötiger Wartungsarbeiten stillgelegt. So mussten wiederholt Lecks und Risse im Oberbecken ausgebessert werden. Das Oberbecken war mit 60 cm Freibord ausgelegt. Durch Materialsetzungen im Berg und ungenügend in der Position befestigte Sensoren kam es wiederholt zu einer Überflutung der Dammkrone, mit der Folge von Ausspülungen im Außenbereich.

## Unglück

### Verlauf
Am 14. Dezember 2005 um 5:13 Uhr Ortszeit (CST) brach das Oberbecken des Pumpspeicherwerkes.
Eine 12 Minuten lang dauernde Flutwelle mit sechs Metern Höhe ergoss sich in den Black River, überflutete dann den Johnson’s Shut-Ins State Park und floss in das weitgehend leere Unterbecken. Der größte Teil der Flutwelle wurde dadurch abgefangen, die Staumauer des Unterbeckens wurde jedoch trotz größerer Kapazität überspült, dadurch wurden flussabwärts liegende Städte und Gemeinden wie Lesterville oder Annapolis bedroht.
Das im Wald liegende Haus des Parkwächters, Jerry Toops, wurde von seinem Fundament gerissen und weggespült, alle fünf Familienmitglieder überlebten. Es gab auch sonst keine Todesopfer, aber eine Reihe von Verletzten.

### Gründe für das Versagen
Die Arbeitshypothese ist, dass die Dammkrone des Beckens überströmt wurde, als der routinemäßige nächtliche Pumpvorgang nicht abschaltete, obwohl das Reservoir gefüllt war. Nach Auskunft des Betreibers standen die Verschlussorgane an dem Staudamm anders, als die Monitore am Damm des Lake of the Ozarks anzeigten, von wo aus das Pumpspeicherwerk überwacht und gesteuert wird. Die Stationen sind mit einem Netz von Türmen mit Mikrowellensendern miteinander verbunden, so dass vor Ort kein Personal anwesend war.
Am 27. September war an derselben Stelle schon einmal Wasser übergelaufen.

### Wiederaufbau
Die Aufsichtsbehörden genehmigten Amerens Pläne zum Wiederaufbau des Reservoirs Ende 2007. Der neue Damm ist vollständig aus Walzbeton (RCC), im Gegensatz zum ursprünglichen Steinschüttmaterial. Zusätzlich zu den Einrichtungen zur Messung des Füllungsgrades gibt es einen Hochwasserüberlauf, um eine Überströmung des Dammes sicher ausschließen zu können, sowie eine Videoüberwachung, um den Wasserstand zu beobachten. Die Kosten von 450 Millionen US-Dollar für den Wiederaufbau wurden zum größten Teil von der Versicherung getragen.
Am 27. Februar 2010 wurde das erste Mal Wasser in das neu gebaute Staubecken gepumpt. Ingenieure beobachteten das Verhalten des neuen Bauwerks, als das Wasser wiederholt anstieg und wieder absank. Die endgültige Genehmigung von der FERC (Federal Energy Regulatory Commission) zum Betrieb der Anlage wurde am 1. April 2010 erteilt. Am 15. April erfüllte die Anlage die Kriterien der Missouri Public Service Commission für die Indienststellung und am 21. April 2010 wurde das erste Mal wieder Strom erzeugt. Der neuen Stauanlage wurde von der United States Society on Dams die Auszeichnung Award of Excellence in the Constructed Project zuerkannt.

## Bildergalerie

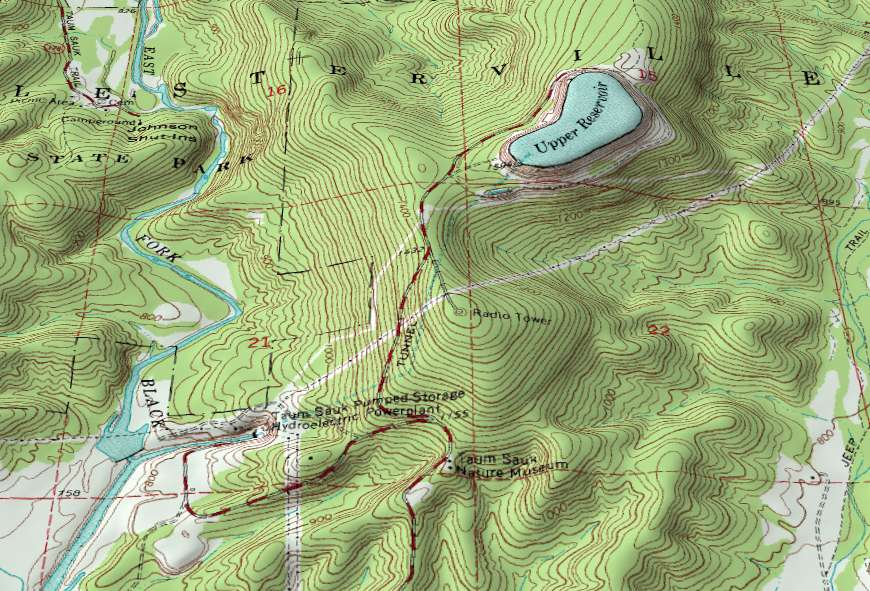
3D-Reliefbild
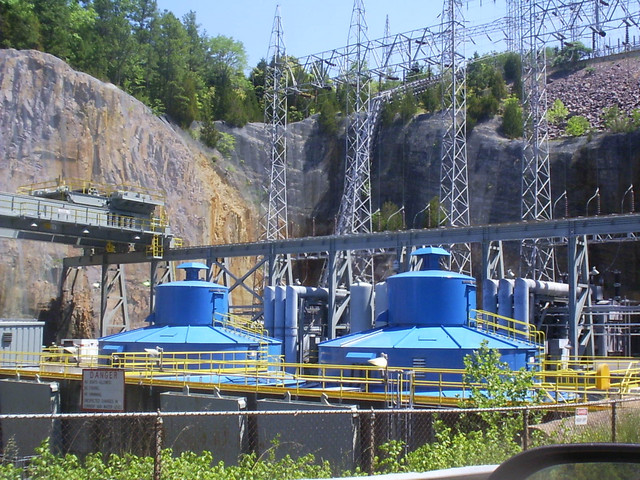
Kraftwerk
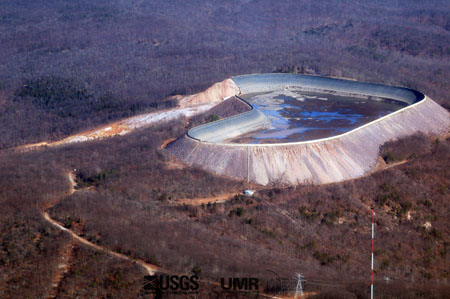
Luftbild des Reservoirs
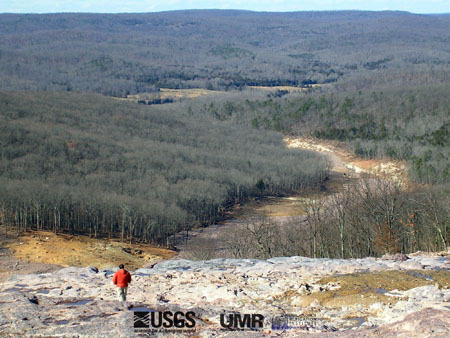
Weg der Flutwelle
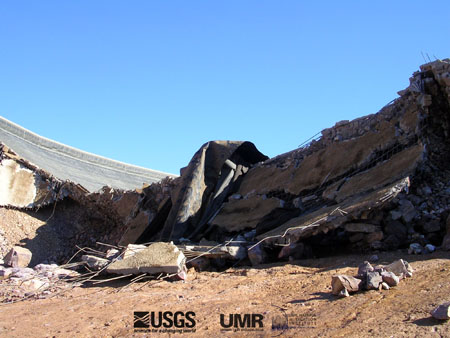
Bresche
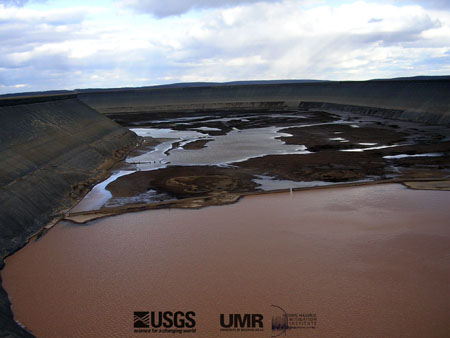
Leeres Reservoir
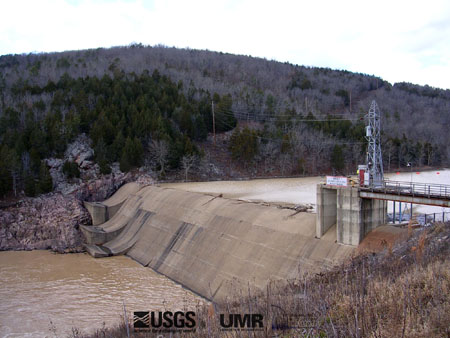
Staumauer des Unterbeckens

## Liste von Stauanlagenunfällen
- Liste von Stauanlagenunfällen